# Stade Municipal (Bouna)
Stade Municipal (pol. Stadion Miejski) – wielofunkcyjny stadion w mieście Bouna, na Wybrzeżu Kości Słoniowej.

## Historia
Stadion powstał w 1988 roku, kiedy zespół Sabe Sports Bouna awansował do pierwszej ligi. W 2017 planowano remont trybun, które od wielu lat są zniszczone.

## Opis
Na co dzień stadion jest użytkowany przez klub Sabé Sports Bouna. Obiekt może pomieścić 10 000 widzów.